# Радович, Никола
Нико́ла Ра́дович (серб. Никола Радовић; 10 марта 1933, Подгорица — 28 января 1991, Косовска-Митровица, Косово и Метохия) — югославский футболист, играл на позиции защитника. Серебряный призёр Олимпийских игр 1956 года.

## Биография

### Клубная карьера
Радович был воспитанником клуба «Будучност», но за основную команду не играл. В 1952 году Радович стал игроком клуба ОФК, в котором играл два сезона и выиграл Кубок Югославии 1953 года.
В 1954 году Радович перешёл в сплитский «Хайдук», в котором играл в течение шести сезонов. В составе этой команды Радович стал в 1955 году чемпионом Югославии и сыграл во всех турнирах 213 матчей, в которых забил 21 гол. В этом же клубе Радович закончил карьеру в 1960 году в возрасте 33 лет.

### Карьера в сборной
В составе сборной Югославии играл на Олимпиаде 1956 года, где сыграл в двух матчах, среди которых был финал олимпийского турнира. В решающем матче югославы проиграли сборной СССР со счётом 1:0 и завоевали серебряную медаль.
В составе сборной Югославии был в заявке на чемпионате мира 1958 года, но на турнире не играл. Всего за сборную Югославии сыграл 3 матча, в которых забил 1 гол.

### Смерть
Скончался 28 января 1991 года в Косовска-Митровице в возрасте 57 лет.

## Достижения
ОФК
- Обладатель Кубка Югославии (1) : 1953

«Хайдук» (Сплит)
- Чемпион Югославии (1) : 1954/55

 Югославиия
- Серебряный призёр Олимпийских игр (1): 1956